# Detlev Hoepner
Detlev Hoepner (* 20. Juli 1943 in Swinemünde) ist ein deutscher Flottillenadmiral außer Dienst der Deutschen Marine der Bundeswehr.

## Leben
Hoepner trat nach dem Abitur 1965 in Kiel am 1. April 1965 als Teil der Crew IV/65 bei der 3./Marineausbildungsbataillon in Glückstadt in die Bundeswehr ein. Nach Abschluss der Offizierausbildung und Beförderung zum Leutnant am 1. Januar 1968 war er ab Oktober 1968 Wachoffizier im 3. Minensuchgeschwader in Kiel, ab April 1970 S1-Offizier (Personal) im 1. Ubootgeschwader in Kiel und ab Oktober 1971 Bootswaffenoffizier im 3. Minensuchgeschwader in Kiel. Er war als Oberleutnant zur See von April 1972 bis September 1972 Kommandant des Binnenminensuchbootes Medusa und anschließend bis zur Außerdienststellung am 17. Dezember 1973 Kommandant des Schnellen Minensuchbootes Pegasus.
Er war von Februar 1974 bis Dezember 1974 als Kapitänleutnant Kommandant des Binnenminensuchboote Nymphe, welches im Februar 1974 erneut in Dienst gestellt worden war. Ab Oktober 1975 besuchte er den Offizierlehrgang B, Teil Fernmelde, in Flensburg und war ab Oktober 1976 Inspektionschef der Lehrgruppe A der Marinefernmeldeschule in Eckernförde. Es folgten Verwendungen als Referent im Referat V 4 der Abteilung P im Bundesministerium der Verteidigung (BMVg) in Bonn, als S3 im 3. Minensuchgeschwader in Kiel und als Referent im Referat V 1 der Abteilung P im BMVg. Als Fregattenkapitän war er vom 26. September 1986 bis 26. September 1988 Kommandeur des 1. Minensuchgeschwaders. 1989 wurde er Kapitän zur See und Referatsleiter P V 4 sowie später P V 1 im BMVg in Bonn. Ab Oktober 1995 war er Referatsleiter Z im Führungsstab der Marine im BMVg und ab April 1996 Referatsleiter Personal im Führungsstab der Streitkräfte im BMVg. Im Oktober 1998 wurde er, unter Ernennung zum Flottillenadmiral, Stellvertretender Amtschef und Chef des Stabes des Personalamtes der Bundeswehr in Köln. Mit Ablauf des Oktobers 2004 wurde er in den Ruhestand versetzt.